# هانس اشلگل
هانس اشلگل (به انگلیسی: Hans Schlegel) فضانورد اهل کشور آلمان است که در ۳ اوت ۱۹۵۱ میلادی در اوبرلینگن زاده شد. وی در ماموریت‌های برنامه شاتل‌های فضایی اس‌تی‌اس-۵۵، اس‌تی‌اس-۱۲۲ حضور داشته‌است.